# 古斯塔夫·鲍尔 (摔跤运动员)
古斯塔夫·乔治·鲍尔（英語：Gustave George Bauer，1884年4月3日—1947年2月15日），美国男子摔跤运动员。他曾代表美国参加1904年夏季奥林匹克运动会摔跤比赛，获得男子自由式蝇量级银牌。